# LLCInvest
LLCInvest (LLC Invest) — великий конгломерат компаній з активами у десятки мільярдів доларів. Майже всі організації включені до LLCInvest немає публічної деятельности[. Про компанію стало широко відомо 20 червня 2022 після публікації журналістського розслідування «Медузи» і OCCRP.
Доменом llcinvest.ru володіє фірма «Москомсвязь».

## Активи компанії
Усього є понад 85 компаній, які використовують пошту від домену www.llcinvest.ru. Їм належать фінансові активи у сумі близько 4,5 мільярда долларов. Серед них:

### Компанії
- Акціонерне товариство «Альтітуда»[1]
- «Русейр»[1]

### Нерухомість
- Вілла Селлгрена[1]

### Судна
- Судно Brizo 46[1]

### Літаки
- нова модель Falcon 7X (бортовий номер RA-09009)[1]